# Partizan Stadion
A Partizan Stadion (szerbülːСтадион Партизанa / Stadion Partizana) egy labdarúgó és atlétikai stadion Belgrádban, Szerbiában. Befogadóképessége 32 710 fő. A Humska utca 1. szám alatt található, a stadion a Partizan Belgrád otthonául szolgál, de a csapat fő riválisa, a Crvena zvezda is itt játszotta mérkőzéseit 1959 és 1963 között, mielőtt átköltöztek volna a Marakana Stadionba.
Korábbi neve JNA Stadion (szerbül: Стадион ЈНА (Стадион Југословенске народне армије) / Stadion JNA (Stadion Jugoslovenske narodne Armije)), amely sokáig a szerb Ifjúsági Nap felvonulásainak helyszíne volt. Mind a mai nap, a volt Jugoszlávia területén így hívják a stadiont. A Grobari, a Partizan hírhedt szurkolói csoportjának törzshelye. A stadion négy oldali lelátóval rendelkezik: a déli, az északi, a nyugati és a keleti. Átalakítása előtt telt ház esetén a maximális befogadóképessége 50 000 fő volt.
Tervezik a jelenlegi stadion bővítését, felújítását, illetve szóba került, hogy új helyen építenék újjá. A Mob Lab és a Marazzi-Paul svájci cégek 38 ezer férőhelyes, multifunkcionális stadion látványterveit mutatták be, és a munkálatok 2006-ban indultak volna, előbb elhalasztották, majd végleg törölték.

## Története
A stadion építése a második világháború befejezése után kezdődött a BSK Stadion helyén, amely korábban a jugoszláv válogatott és a BSK Belgrád otthona volt. 1948-tól 1951-ig tartottak a munkálatok, melyben a Jugoszláv Néphadsereg segédkezett. Bár a stadion nem volt teljesen kész, az első mérkőzést 1949. október 9-én játszotta Jugoszlávia és Franciaország (1–1). A hivatalos átadásra 1951. december 22-én, a Jugoszláv Néphadsereg napján került sor.

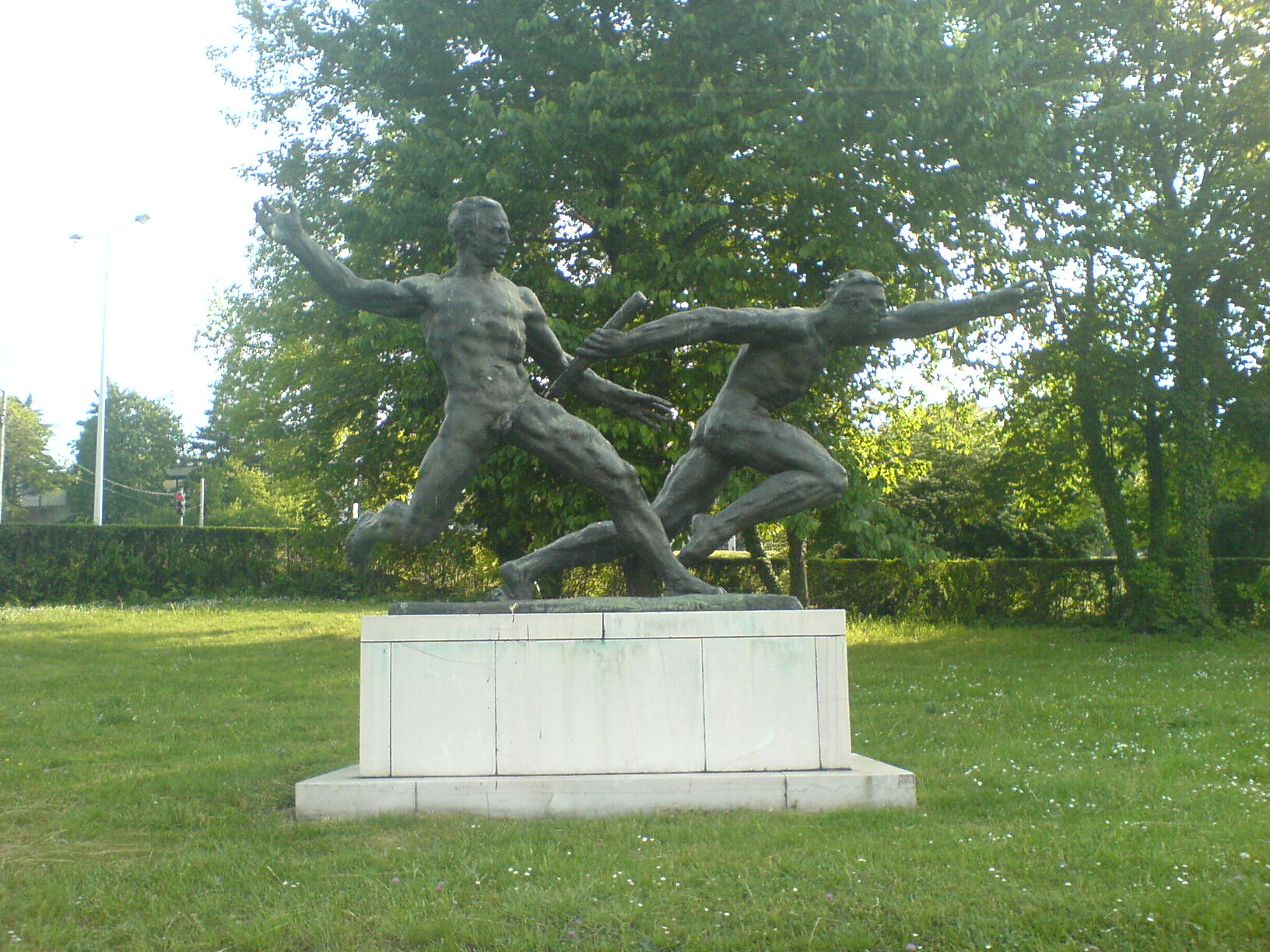
Emlékmű Partizan Stadion közelében

1957-ben és 1987-ben a stadion adott otthont az ifjúsági felvonulásnak és minden év május 25-én itt tartották az Ifjúság közvetítése elnevezésű atlétikai versenyt. A versenyt Josip Broz Tito tiszteletére rendezték meg, a váltófutás Tito szülővárosából, Kumrovecből indult és a JNA Stadionban volt a befutó. 1957. április 1-jén adták át az első elektronikus eredményjelzőt, amit első alkalommal a Partizan és az FK Vardar mérkőzésén használtak 1957. november 30-án.
A stadion volt az 1962-es Atlétikai Európa-bajnokság helyszíne szeptember 12. és 16. között.
1989-ben az FK Partizan megvásárolta a tulajdonjogot a Néphadseregtől, ekkor lett a stadion hivatalos neve Partizan Stadion. Akkor mintegy ötvenezer ülőhellyel rendelkezett, 15 924 ülőhely, 33 000 állóhely és 585 felszerelhető ülés volt benne, ezt még abban az évben a felújítások során 32 710-re növelték.
2010-ben a Partizan Bajnokok Ligája szereplése miatt újabb felújításokat végeztek. A kerítést, amely a lelátórészt vette körül 2,25 méterről 0,70 méterre csökkentették a keleti és nyugati oldalon, új, modern kapukat szereltek fel és modern médiahelységet építettek. Az Arsenal FC elleni augusztus 20-ai csoportmérkőzést majdnem elhalasztották, azonban Wolfgang Stark játékvezető beleegyezett, hogy a találkozót három reflektor világítása mellett játsszák le.
2012 márciusában a régi, 55 éves eredményjelzőt, új LED kijelzősre cserélték, szeptemberben pedig a klub szponzori szerződést kötött a Carlsberg sörgyártó céggel, amely a stadionra is kiterjed.

## A stadion struktúrája és elrendezése

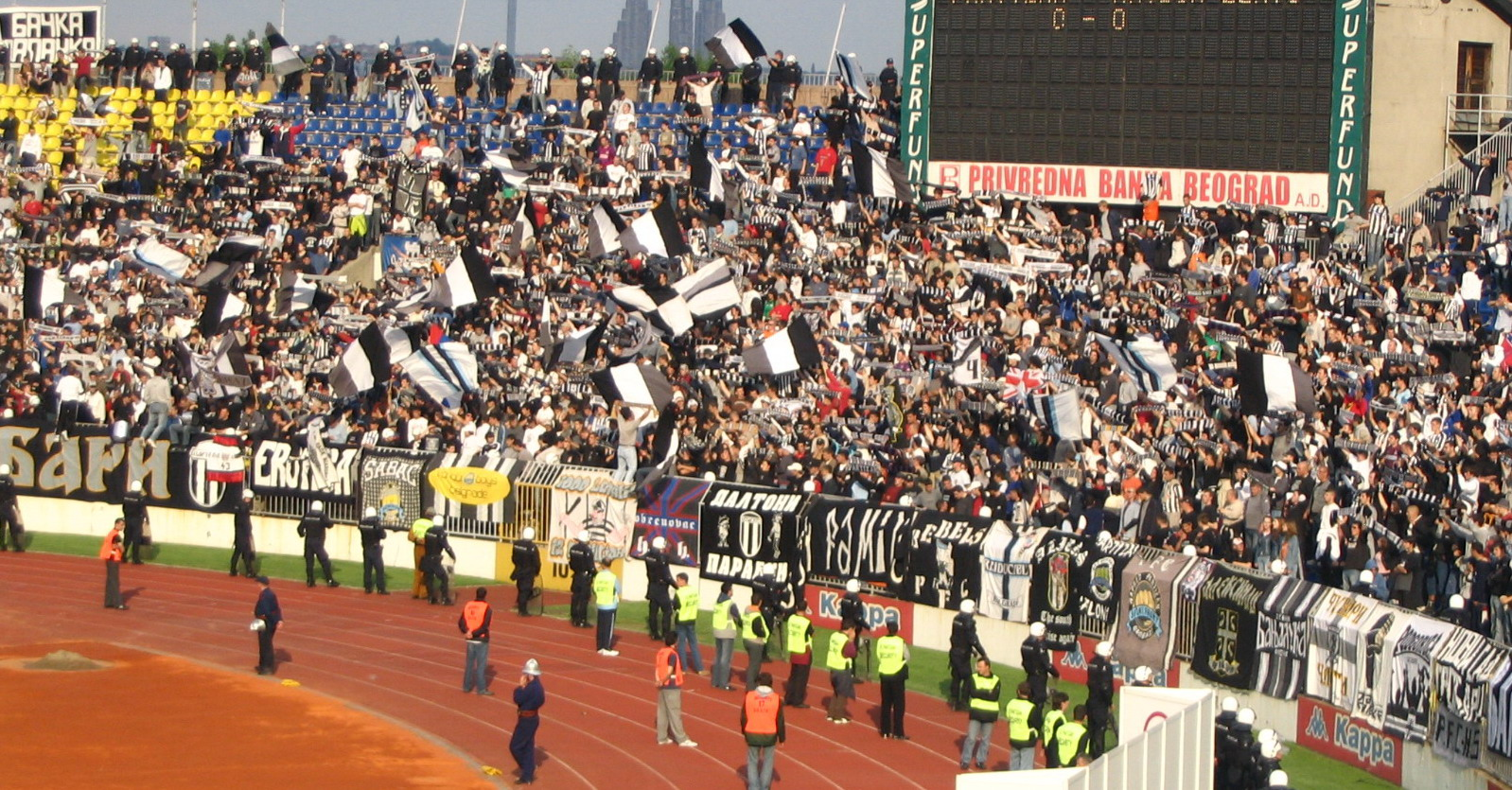
A Grobari.

A Partizan Stadionban 32 710 férőhely van elosztva a déli, az északi, a nyugati és a keleti lelátók között. Azok magassága 21 méter (69 láb), szélessége pedig 236 méter (észak-dél) valamint 150 méter (keleti-nyugati), ezeket 30 bejárati és kilépési kapun közelíthetik meg, illetve hagyhatják el a szurkolók. A játéktér mérete 105 68 méter összesen (344 ft × 223 ft), a kandalláberek 1400 luxszal világítják meg. A stadionban két füves pálya, bírói öltöző, sajtópáholy és büfé is található. Területén van még 18 teniszpálya, boksz csarnok, lőtér, tornaterem, orvosi központ és több különböző üzlet.

### Javaslat egy új stadion építésére
2006-ban a jelenlegi stadiont a svájci Mob Lab cég újratervezte. Az elképzelések szerint az Új Partizan Stadion mintegy 38 000 férőhellyel rendelkezett volna, üzleti parkkal, szállodákkal, irodaházakkal, teniszpályával és multiplex mozival felszerelve.

## Egyéb rendezvények
A sportesemények mellett a stadion számos koncert és más műsor számára is helyt adott. A stadion létesítménye és az akusztikája megfelel mind a helyi, mind pedig a külföldi előadók igényeinek.
- Bijelo dugme 1979 szeptember 22-én koncertezett itt, de fellépett még az idők során többek közt a YU grupa, a Galija, a Siluete, Generacija 5, a Suncokret, a Prljavo kazalište, Tomaž Domicelj, Obećanje Proljeća, a METAK, Revolver, Prva Ljubav, Senad od Bosne, Opus, Čisti Zrak, Aerodrom, Peta Fiume, Mama rock, Kako, Rok Apoteka, Kilo i po, és Crni Petak.
- 2004-es World Tour elnevezésű turnéja során fellépett itt a Metallica is. Június 25-én mintegy 25 ezer fő látta a koncertet a helyszínen.
- Az AC/DC 2009. május 26-án lépett fel itt a Black Ice World Tour turnéja során. A koncertet 40 000 ember látta a helyszínen.

## Galéria

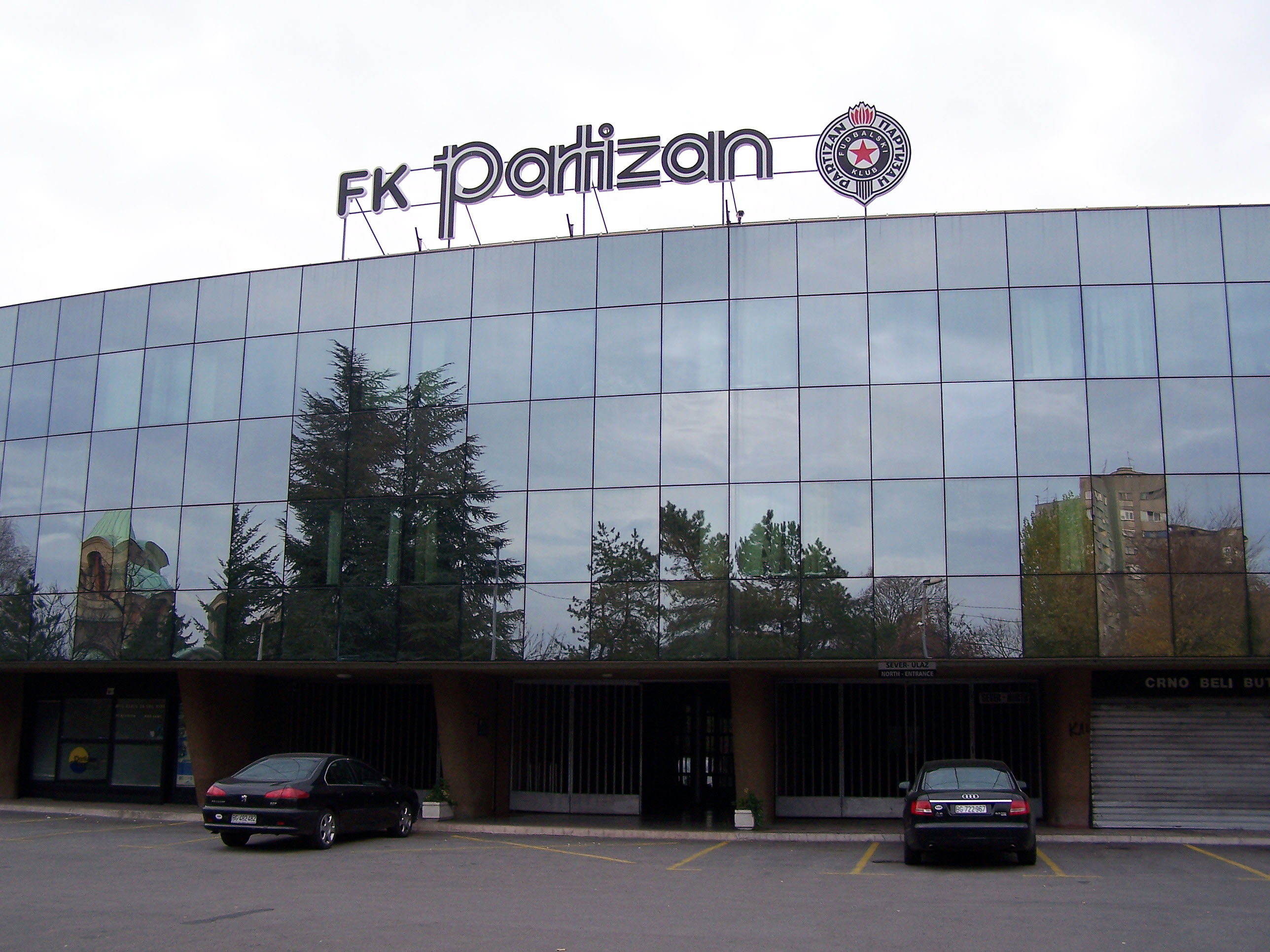
Északi bejárat
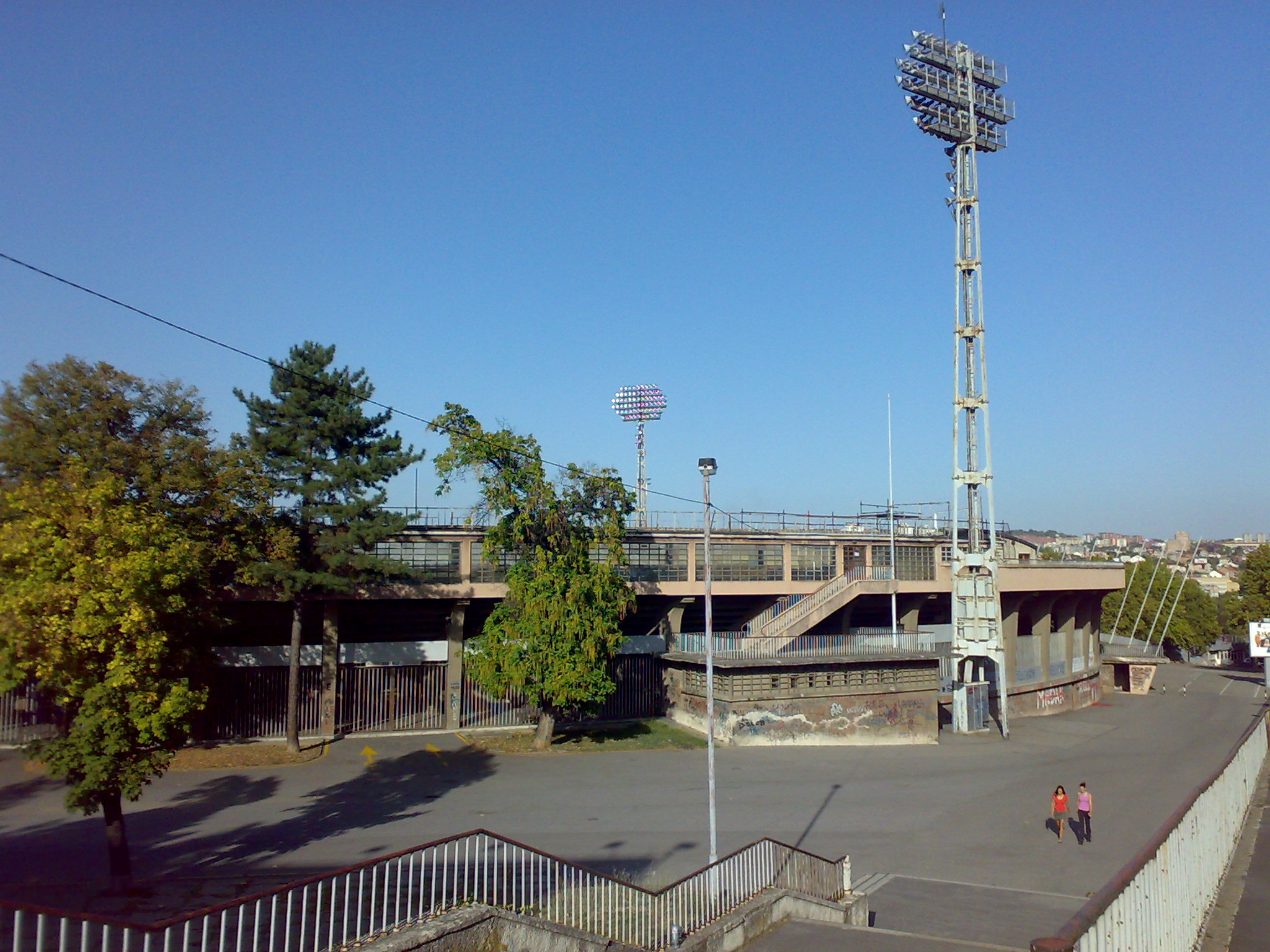
Déli bejárat
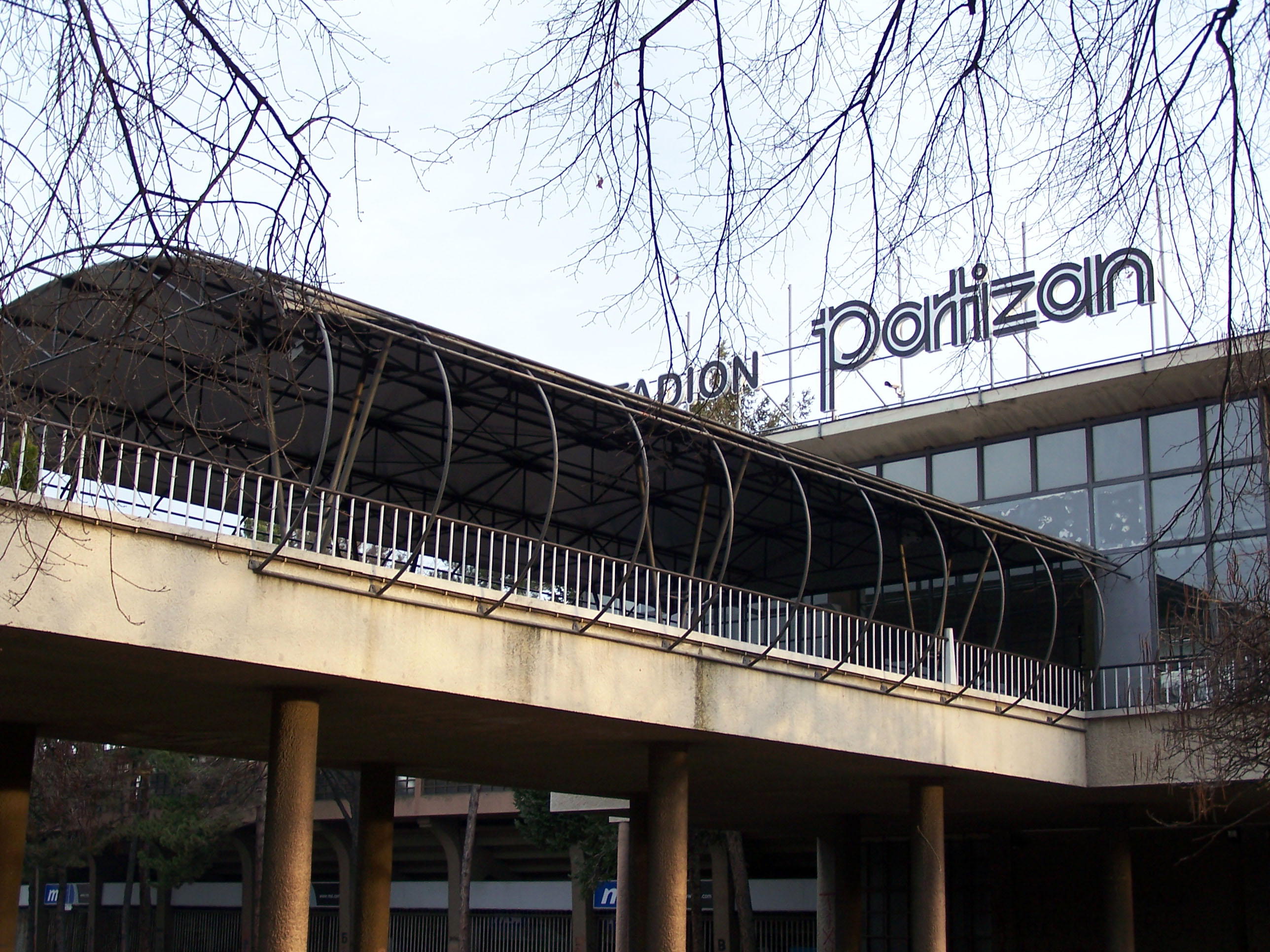
Főbejárat
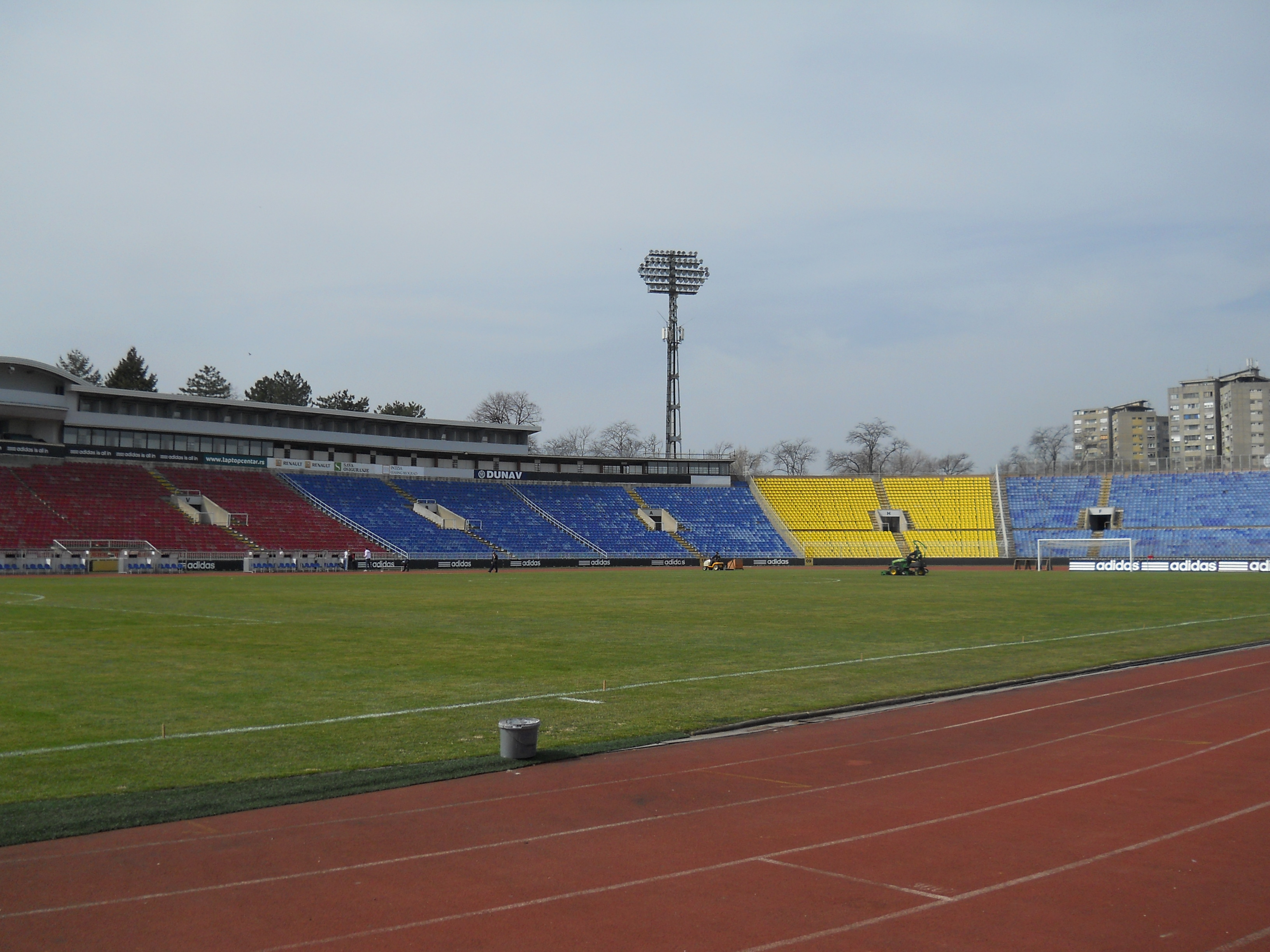
Nyugati és északi lelátó
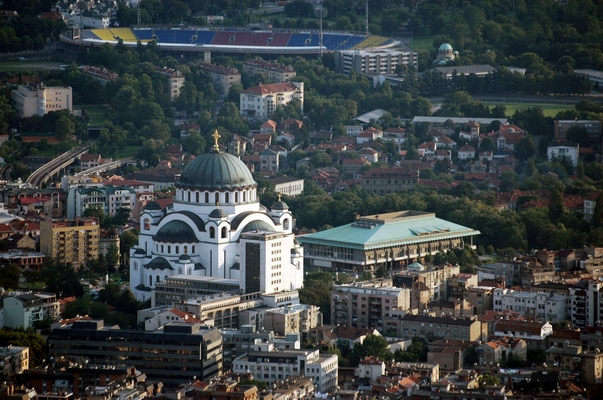
A Szent Száva-templom és a Partizan Stadion

## Külső hivatkozások
- Hivatalos honlap Archiválva 2013. március 8-i dátummal a Wayback Machine-ben